# Стефан Демоль
Стефан Демоль (фр. Stéphane Demol, 11 березня 1966, Ватермаль-Буафор — 22 червня 2023) — бельгійський футболіст, що грав на позиції захисника. По завершенні ігрової кар'єри — тренер.
Виступав, зокрема, за «Андерлехт» та «Порту», а також національну збірну Бельгії, з якою був учасником двох чемпіонатів світу.

## Клубна кар'єра
Народився 11 березня 1966 року в місті Ватермаль-Буафор. Вихованець футбольної школи клубу «Андерлехт». Дорослу футбольну кар'єру розпочав 1984 року в основній команді того ж клубу, в якій провів чотири сезони, взявши участь у 52 матчах чемпіонату. За цей час тричі поспіль виборював титул чемпіона Бельгії у 1985—1987 роках, а 1988 року виграв і Кубок Бельгії.
Влітку 1988 року Демоль перейшов до «Болоньї», однак провів лише 21 матч і забив 2 голи у Серії А. Наступного року він перейшов у «Порту», з яким виграв чемпіонат Португалії 1989/90, забивши у тому турнірі 11 голів у 31 матчі. У 1990 році в Тулузі, де він залишається лише один рік, грає у хороший футбол і забиває 2 голи у Франції .
У 1990 році Демоль приєднався до французької «Тулузи». Він провів там рік, а після початку сезону 1991/92 повернувся до Бельгії, ставши гравцем «Стандарда» (Льєж). У 1993 році він став з командою віце-чемпіоном Бельгії, а також виграв Кубок Бельгії, обігравши з рахунком 2:0 у фіналі «Шарлеруа».
Сезон 1993/94 Демоль провів за «Серкль», а потім знову відправився за кордон, де виступав за португальську «Брагу», грецький «Паніоніос», швейцарський «Лугано» та французький «Тулон».
Завершив ігрову кар'єру на батьківщині у нижчолігових командах «Дендер» та «Галле», за які виступав до 2000 року.

## Виступи за збірну
23 квітня 1986 року дебютував в офіційних іграх у складі національної збірної Бельгії в товариському матчі проти збірної Болгарії (2:0)
У складі збірної був учасником чемпіонату світу 1986 року у Мексиці та чемпіонату світу 1990 року в Італії. У 1986 році він посів 4 місце з командою на турнірі, зігравши у всіх семи іграх і у грі 1/8 фіналу з СРСР (4:3) забив гол, єдиний за усю кар'єру у збірній. На наступному турнірі Стефан теж був основним гравцем, зігравши 4 матчі, але цього разу бельгійці вилетіли у 1/8 фіналу.
Загалом протягом кар'єри у національній команді, яка тривала 6 років, провів у її формі 38 матчів, забивши 1 гол.

## Кар'єра тренера
Після роботи граючим тренером у «Галле», Демоль був в головним тренером кількох невеликих бельгійських клубів.
Восени 2004 року очолив грецьке «Егалео», яке вивів до групового етапу Кубка УЄФА, але наступного року був звільнений через конфлікт з президентом клубу.
У 2005 році він був помічником тренера «Стандард» (Льєж), а з 2006 року — помічником Рене Вандерейкена у збірній Бельгії.
5 червня 2008 року Демоль почав працювати головним тренером кіпрського «Етнікоса» (Ахнас). Він подав у відставку після завершення сезону 2008/09 і на наступний сезон став головним тренером Шарлеруа». Він звільнився з бельгійського клубу 31 жовтня 2009 року і повернувся на Кіпр у середині січня, де став тренером «Аріс».
У червні 2010 року став головним тренером грецького клубу «ПАС Яніна». У 2011 році з клубом вийшов до вищого дивізіону, але через кілька місяців після цього був звільнений за критику трансферної політики клубу.
Його наступним клубом був «Брюссель», якому він допоміг зберегти прописку у другому дивізіоні, але покинув посаду наприкінці сезону.
У грудні 2012 року він змінив Свена-Йорана Ерікссона на посаді тренера тайського клубу «БЕК Теро Сасана». Його звільнили звідти у квітні 2013 року. Далі Стефан тренував два клуби в Саудівській Аравії «Аль-Фейсалі» та «Хаджер».

## Статистика виступів

### Статистика виступів за збірну
| Дата       | Місто           | Господарі      | Результат               | Гості          | Турнір                       | Голи | Примітки |
| ---------- | --------------- | -------------- | ----------------------- | -------------- | ---------------------------- | ---- | -------- |
| 23-4-1986  | Брюссель        | Бельгія        | 2 – 0                   | Болгарія       | товариський матч             | -    |          |
| 19-5-1986  | Брюссель        | Бельгія        | 1 – 3                   | Югославія      | товариський матч             | -    | 46'      |
| 3-6-1986   | Мехіко          | Мексика        | 2 – 1                   | Бельгія        | ЧС 1986 - 1-й етап           | -    | 66'      |
| 8-6-1986   | Толука-де-Лердо | Бельгія        | 2 – 1                   | Ірак           | ЧС 1986 - 1-й етап           | -    | 66'      |
| 11-6-1986  | Толука-де-Лердо | Бельгія        | 2 – 2                   | Парагвай       | ЧС 1986 - 1-й етап           | -    |          |
| 15-6-1986  | Леон            | Бельгія        | 4 – 3 д.ч.              | СРСР           | ЧС 1986 - 1/8 фіналу         | 1    |          |
| 22-6-1986  | Пуебла          | Бельгія        | 1 – 1 д.ч. (5 – 4 п.п.) | Іспанія        | ЧС 1986 - чвертьфінал        | -    | 24'      |
| 25-6-1986  | Мехіко          | Аргентина      | 2 – 0                   | Бельгія        | ЧС 1986 - півфінал           | -    |          |
| 28-6-1986  | Пуебла          | Бельгія        | 2 – 4                   | Франція        | ЧС 1986 - матч за 3-тє місце | -    |          |
| 10-9-1986  | Брюссель        | Бельгія        | 2 – 2                   | Ірландія       | Відбір до ЧЄ 1988            | -    |          |
| 14-10-1986 | Люксембург      | Люксембург     | 0 – 6                   | Бельгія        | Відбір до ЧЄ 1988            | -    | 51'      |
| 19-11-1986 | Брюссель        | Бельгія        | 1 – 1                   | Болгарія       | Відбір до ЧЄ 1988            | -    |          |
| 4-2-1987   | Брага           | Португалія     | 1 – 0                   | Бельгія        | товариський матч             | -    |          |
| 1-4-1987   | Андерлехт       | Бельгія        | 4 – 1                   | Шотландія      | Відбір до ЧЄ 1988            | -    |          |
| 26-3-1988  | Брюссель        | Бельгія        | 3 – 0                   | Угорщина       | товариський матч             | -    | 46'      |
| 5-6-1988   | Оденсе          | Данія          | 3 – 1                   | Бельгія        | товариський матч             | -    |          |
| 12-10-1988 | Антверпен       | Бельгія        | 1 – 2                   | Бразилія       | товариський матч             | -    |          |
| 19-10-1988 | Брюссель        | Бельгія        | 1 – 0                   | Швейцарія      | Відбір до ЧС 1990            | -    |          |
| 16-11-1988 | Братислава      | Чехословаччина | 0 – 0                   | Бельгія        | Відбір до ЧС 1990            | -    |          |
| 15-2-1989  | Лісабон         | Португалія     | 1 – 1                   | Бельгія        | Відбір до ЧС 1990            | -    | 6' 81'   |
| 29-4-1989  | Брюссель        | Бельгія        | 2 – 1                   | Чехословаччина | Відбір до ЧС 1990            | -    |          |
| 1-6-1989   | Лілль           | Люксембург     | 0 – 5                   | Бельгія        | Відбір до ЧС 1990            | -    |          |
| 23-8-1989  | Брюгге          | Бельгія        | 3 – 0                   | Данія          | товариський матч             | -    | 62'      |
| 6-9-1989   | Брюссель        | Бельгія        | 3 – 0                   | Португалія     | Відбір до ЧС 1990            | -    |          |
| 11-10-1989 | Базель          | Швейцарія      | 2 – 2                   | Бельгія        | Відбір до ЧС 1990            | -    | 71'      |
| 21-2-1990  | Брюссель        | Бельгія        | 0 – 0                   | Швеція         | товариський матч             | -    |          |
| 26-5-1990  | Брюссель        | Бельгія        | 2 – 2                   | Румунія        | товариський матч             | -    |          |
| 2-6-1990   | Брюссель        | Бельгія        | 3 – 0                   | Мексика        | товариський матч             | -    | 46'      |
| 6-6-1990   | Брюссель        | Бельгія        | 1 – 1                   | Польща         | товариський матч             | -    | 46'      |
| 12-6-1990  | Верона          | Південна Корея | 0 – 2                   | Бельгія        | ЧС 1990 - 1-й етап           | -    |          |
| 17-6-1990  | Верона          | Бельгія        | 3 – 1                   | Уругвай        | ЧС 1990 - 1-й етап           | -    |          |
| 21-6-1990  | Верона          | Бельгія        | 1 – 2                   | Іспанія        | ЧС 1990 - 1-й етап           | -    |          |
| 26-6-1990  | Болонья         | Бельгія        | 0 – 1 д.ч.              | Англія         | ЧС 1990 - 1/8 фіналу         | -    |          |
| 12-9-1990  | Андерлехт       | Бельгія        | 0 – 2                   | НДР            | товариський матч             | -    | 46'      |
| 17-10-1990 | Кардіфф         | Уельс          | 3 – 1                   | Бельгія        | Відбір до ЧЄ 1992            | -    |          |
| 11-9-1991  | Люксембург      | Люксембург     | 0 – 2                   | Бельгія        | Відбір до ЧЄ 1992            | -    | 80'      |
| 9-10-1991  | Секешфегервар   | Угорщина       | 0 – 2                   | Бельгія        | товариський матч             | -    |          |
| 20-11-1991 | Андерлехт       | Бельгія        | 0 – 1                   | Німеччина      | Відбір до ЧЄ 1992            | -    | 46'      |
| Усього     |                 | Матчів         | 38                      |                | Голів                        | 1    |          |

## Титули і досягнення
- Чемпіон Бельгії (3):

«Андерлехт»: 1984/85, 1985/86, 1986/87
- Володар Кубка Бельгії (2):

«Андерлехт»: 1984/85
«Стандард» (Льєж): 1992/93
- Чемпіон Португалії (1):

«Порту»: 1989/90